# لبادة (حجة)
لباده هي إحدى قرى الجمهورية اليمنية. تتبع جغرافيا لمحافظة حجة وإداريًا لمديرية عبس. يبلغ تعداد سكانها 2085 نسمة حسب الإحصاء الذي أجري عام 2004.